# Вихаревское сельское поселение
Вихаревское сельское поселение — муниципальное образование в составе Кильмезского района Кировской области России.
Центр — деревня Вихарево.

## История
Вихаревское сельское поселение образовано 1 января 2006 года согласно Закону Кировской области от 07.12.2004 № 284-ЗО.

## Население
| 2010 | 2012 | 2013 | 2014 | 2015 | 2016 | 2017 |
| ---- | ---- | ---- | ---- | ---- | ---- | ---- |
| 777  | ↘731 | ↘694 | ↗695 | ↘668 | ↘662 | ↘655 |
| 2018 | 2019 | 2020 | 2021 |      |      |      |
| ↘622 | ↘605 | ↘587 | ↘537 |      |      |      |

## Состав
В состав поселения входят 7 населённых пунктов (население, 2010):
- деревня Вихарево — 349 чел.;
- деревня Иванково — 5 чел.;
- деревня Карманкино — 195 чел.;
- деревня Кунжек — 80 чел.;
- деревня Силкино — 5 чел.;
- деревня Таутово — 74 чел.;
- деревня Яшкино — 69 чел.